# Frankie Grande
Frank James Michael Grande-Marchione (Nueva York, 24 de enero de 1983), más conocido como Frankie Grande, es un actor de teatro musical, productor, comediante y celebridad de internet estadounidense. Es medio hermano (por parte de madre) de la cantante y actriz Ariana Grande.
Durante el término de 2014 hasta comienzos de 2015, Frankie actúa en Broadway interpretando a Franz en el musical Rock of Ages. 
Anteriormente ha aparecido en otros musicales de Broadway como Mamma Mia! y ha interpretado personajes Off-Broadway en producciones regionales teatrales y en giras. 
También ha producido espectáculos de Broadway e incluso su propio espectáculo.
En 2012, Grande estableció un canal de YouTube, donde sube videos divertidos. En algunos de sus vídeos incluye a su hermana Ariana Grande.
En 2014 formó parte del reality show Big Brother en la temporada 16.

## Biografía

### 1983-2006: Primeros años
Grande nació en la ciudad de Nueva York, hijo de Victor Marchione, un médico de profesión, y Joan Grande, directora ejecutiva de telefonía y de la compañía del sistema de alarmas Hose-McCann Communications. Tiene un hermano llamado James Marchione, hijo de Victor Marchione y Karen Marchione. El actor se crio en Englewood, Nueva Jersey y se mudó con su madre a Boca Raton, Florida, a la edad de diez años, donde asistió a la escuela Pine Crest School. Su media hermana es la cantante y actriz Ariana Grande. Se graduó de Muhlenberg College en Pensilvania en 2005 teniendo tres especialidades que incluyen biología, teatro y danza. Frankie ha declarado abiertamente ser homosexual.

## Carrera profesional

### 2007-2017: Broadway y Big Brother
Frankie inició su carrera como actor en el 2007, interpretando a Botas en una obra nacional de Dora, la exploradora y en producciones regionales de teatro como George M!, Mike Costa en A Chorus Line y Lewis en Pippin, entre otros.
Más tarde en 2007, formó parte del elenco musical de Broadway, Mamma Mia! en conjunto y como suplente para Eddie. el cual el interpretó por tres años.
Frankie ha producido espectáculos y off Broadway, incluyendo producciones de Broadway de Hamlet (2009) protagonizado por Jude Law, La Bête (2010–11) protagonizado por David Hyde Pierce, y Born Yesterday (2011) protagonizado por Jim Belushi.
Ha actuado también en Nueva York, incluyendo Birdland Jazz Club y 54 Below.
Frankie creó una cuenta de Youtube en el 2012. Desde allí se convirtió en un youtuber, el cual es un término usado para calificar a las personas que suben videos cómicos a su cuenta de Youtube. TV Guide nombró a Frankie uno de sus estrellas de Youtube favoritos. Desde entonces se convirtió en una celebridad de internet, teniendo más de un millón de seguidores en Twitter e instagram respectivamente. Hasta diciembre de 2014 obtuvo más de 15 millones de visitas en su canal de Youtube. Por lo general hace videos cómicos, sin embargo también hace videos donde incluye a su hermana en eventos importantes a los que ella asiste.
En el 2013 produjo su propio espectáculo en Nueva York, titulado Living la vida Grande en el teatro Laurie Beechman.
Más tarde formó parte del elenco de la temporada dieciséis de Big Brother. MTV dijo que Frankie era un participante «controversial... su reinado en el programa fue acribillado con algunos poderosos, indignantes, y francamente impresionantes momentos». Frankie donó el dinero Team America que ganó en el show a la caridad BuildOn.
Frankie retornó a Broadway en noviembre de 2014 en el papel de Franz en el musical  Rock of Ages para un compromiso programado hasta el 18 de enero de 2015. Los productores del programa declararon que: «con su excepcional talento y personalidad efervescente, es el complemento perfecto para nuestro espectáculo». El 23 de noviembre de 2014 co-condujo el evento previo a la gala de los American Music Awards 2014.
En enero de 2015, Grande realizó de nuevo su espectáculo de cabaret one-man en 54 Below. En febrero, apareció en un video musical para Lance Bass y modelado para Malan Breton en la Semana de la Moda de Nueva York. En marzo, Grande era un entrevistador de Entertainment Tonighten en Kids' Choice Awards 2015. Grande apareció en el cortometraje documental "Malan Breton: A Journey to Taiwan", que ganó el premio 2015 New York City International Film Festival award para el "Mejor Documental Corto". Grande anunció una gira de su espectáculo unipersonal, Livin' la Vida Grande de 27 de junio hasta 15 de julio de 2015, en Los Ángeles, Chicago, Toronto, Washington D. C., y otras ciudades de Norte América. Él está programado para ser el próximo juez en la serie de televisión real de Estados Unidos America's Best Dance Crew All Stars: Road to the VMAs, que se espera ser estrenada en MTV el 29 de julio de 2015. También está programado para ser el anfitrión de un especial de televisión de Oxygen en agosto de 2015 llamado "Worst.Post.Ever: Con Frankie Grande" sobre las mejores maneras de usar los medios sociales.

### 2018 - presente
Grande continúa presentando su espectáculo individual en clubes nocturnos. Actuó como Frankini en el episodio especial de 2 partes llamado En Vivo y Peligroso en la serie Henry Danger el 16 y 23 de septiembre en 2017. El 12 de mayo de 2018 volvió a interpretar a Frankini en el episodio Capitán Man-Kini en Henry Danger. Interpretó otra vez a Frankini en julio de 2019 en el episodio especial musical de Henry Danger titulado "Henry Danger: El Musical", en el lanza una maldición sobre Swellview que obliga a todos a cantar en lugar de hablar. Repitió su papel de Franz en una producción de Los Ángeles de Rock of Ages a fines de 2019. Grande interpretó el papel de Richard en la película Spree de 2020.
A partir de 2020, la presencia de Grande en las redes sociales incluyó más de 450 000 suscriptores de YouTube y 30 millones de visitas en YouTube, más de 2 millones de seguidores en Instagram y un millón de seguidores en Twitter. Grande volvió a interpretar a su personaje Frankini en la serie Spin-off de Henry Danger, Danger Force.
El 22 de febrero de 2023 consiguió la nacionalidad Italiana.

## Filantropía
Grande fue nombrado «Mr. Broadway» en el evento de caridad para beneficencia Mr. Broadway de 2007 Luego co-fundó la organización artística sin fines de lucro Broadway in South Africa, viajó a Sudáfrica para trabajar con jóvenes sin privilegios durante siete años. Frankie además ayudó a buildOn para construir una escuela en una calle rural a rural de Malawi, y en el 2014 buildOn lo honró con el premio impacto global.

## Premiosy nominaciones
| Año  | Premio              | Trabajo Nominado                                  | Categoría        | Resultado | Ref.   |
| ---- | ------------------- | ------------------------------------------------- | ---------------- | --------- | ------ |
| 2025 | Kids' Choise Awards | Su papel de Frankini en Henry Danger: la película | Villano favorito | Nominado  | [ 27 ] |